# Cảng cổ Nisaruin
Cảng cổ Nisaruin (tiếng Hy Lạp: Αρχαίο λιμάνι στο Νησσαρούιν) là một quần thể hải cảng cổ xưa ở vịnh Dreamer, trên mũi đất phía nam của bán đảo Akrotiri thuộc đảo Síp. Những di tích còn lại có niên đại lịch sử từ thời La Mã hoặc Byzantine bao gồm cảng, các nhà kho liền kề, hầm che và một xưởng sửa chữa tàu. Người ta tin rằng địa điểm này đã tồn tại từ thế kỷ thứ 5 đến thế kỷ thứ 6 Công nguyên. Địa điểm này rất có thể là một điểm dừng chân để tiếp tế cho các tàu thuyền đi qua biển Địa Trung Hải giữa Hy Lạp, Ai Cập, Syria và Thổ Nhĩ Kỳ.
Địa điểm này nằm bên trong căn cứ Không quân Hoàng gia Anh Akrotiri, một phần của Khu căn cứ có chủ quyền trên bán đảo Akrotiri và nằm dưới sự kiểm soát của quân đội Anh, do đó không mở cửa cho công chúng tham quan. Một số cuộc nghiên cứu khảo cổ đã được tiến hành tại địa điểm này cũng như ở vùng nước xung quanh cảng đã phát hiện ra các cột đá dưới đáy biển. Việc bỏ hoang cảng rất có thể xảy ra kể từ sau một thảm họa thiên nhiên như động đất hoặc sóng thần.
Địa điểm này thường được coi là "một trong những hải cảng cổ xưa được bảo tồn tốt nhất ở Địa Trung Hải".

## Lịch sử
Những trận mưa lớn trút xuống dọc theo bán đảo trong năm 1973 và 1974 đã để lộ một số công trình xây dựng ở khu vực xung quanh Vịnh Dreamer. Điều này đã thúc đẩy một cuộc điều tra khảo cổ học nhỏ trong suốt những năm 1980, nhưng các cuộc khai quật lớn nhất chỉ bắt đầu từ năm 2015, với 5 cuộc điều tra lớn mỗi năm cho đến năm 2019 là cuộc điều tra gần đây nhất. Người ta cho rằng cảng đã tồn tại trong khoảng từ năm 100 đến năm 600 Công nguyên (thời La Mã/Byzantine), mặc dù nó có thể đã tồn tại từ thế kỷ thứ 3 trước Công nguyên (thời Hy Lạp hóa). Cảng có một đê chắn sóng chìm nhân tạo và được cho là đã từng đóng vai trò kết nối tuyến đường biển tới thành phố Kourion cách đó khoảng 13 kilômét (8 mi) về phía tây bắc. Có một số lý thuyết địa lý hiện nay cho rằng bán đảo Akrotiri thực sự là một hòn đảo và thành phố Kourion gần biển hơn nhiều. Bán đảo bị bồi đắp ở cả hai bên nên đã thúc đẩy việc xây dựng một bến cảng mới tại Vịnh Dreamer này. Do đó sẽ biến cảng ở Vịnh Dreamer thành một điểm trung chuyển có giá trị giữa các quốc gia cổ đại Hy Lạp, Ai Cập và Thổ Nhĩ Kỳ, cũng như phục vụ nguồn cung cấp hàng hóa vào và ra đảo Síp.
Khu phức hợp cảng hiện được biết bao gồm một số tòa nhà theo phong cách xây dựng được sử dụng làm nhà kho với các cửa hàng bán đồ dùng gia dụng và các hầm che liền kề. Không có chỗ có người ở bên trong nào tồn tại vì không có cuộc khai quật ban đầu nào cho thấy bằng chứng về công trình như vậy, nhưng bằng chứng sau đó cho thấy một lượng nhỏ chất cháy và mảnh vỡ từ các nồi gốm đã chỉ ra hoạt động có người ở bên trong địa điểm.
Một trong những lý thuyết giải thích lý do cảng bị bỏ hoang là khả năng xảy ra một sự kiện giống như sóng thần đã tàn phá cảng và phá hủy các con tàu neo đậu trong cảng. Người ta tin rằng các cột đá được tìm thấy nằm dưới đáy biển chúng đang trên đường vận chuyển từ Ai Cập đến Antioch. Những phát hiện về tiền xu và vật liệu lợp mái nhà cho thấy địa điểm này đã được sử dụng cho đến ít nhất là thế kỷ thứ 6 Công nguyên. Các mảnh vỡ đồ gốm có niên đại từ thế kỷ thứ 4 cho thấy có thể có một trận động đất năm 360 Công nguyên đã tàn phá Kourion gần đó.
Các cuộc điều tra hàng hải liên tiếp sau này đã phát hiện ra một vụ đắm tàu ngay phía nam khu vực cảng trên diện tích 130.000 mét vuông (1.400.000 foot vuông).
Các di tích khảo cổ khác nằm xa hơn trong đất liền cũng đã được phát hiện, bao gồm một di tích có cầu thang xoắn ốc, có thể là một tòa tháp. Mặc dù những tòa nhà này không nằm ở độ cao cao nhất trên bán đảo, nhưng chúng sẽ mang lại tầm nhìn đẹp nhất từ cả hai mũi đất ở đầu phía nam của bán đảo Akrotiri.
Các hiện vật đã được phát hiện và được vận chuyển ra khỏi địa điểm này đã được đưa vào kho để có thể trưng bày tại một bảo tàng trên đảo trong tương lai.

## Vị trí
Địa điểm này nằm gần Aetokremnos (tiếng Hy Lạp: Vách đá Đại bàng) ở huyện Limassol trên mũi phía nam của đảo Síp được gọi là bán đảo Akrotiri. Sự hiện diện của con người nơi đây đã được xác định cách nay vào khoảng 12.500 năm thông qua xác định niên đại các xương động vật bằng phương pháp cacbon phóng xạ. Đường bờ biển dài 10 kilômét (6 mi) dọc theo phía nam của Akrotiri là vách đá lớn do đó địa điểm tại Vịnh Dreamer là địa điểm thích hợp duy nhất để xây dựng một cảng biển.
Vì địa điểm này nằm cạnh một căn cứ quân sự và cách xa các khu vực có người hay khu vực chính trong nước, nên nó hạn chế cho người vào tham quan và phần lớn không có sự can thiệp từ bên ngoài. Do đó, phát hiện này khá yên ắng và đã khiến địa điểm này được công nhận là "một trong những hải cảng cổ xưa được bảo tồn tốt nhất ở Địa Trung Hải". Vị trí của địa điểm này mang lại tầm nhìn tốt về Mũi Zevgari ở phía tây và Mũi Gata ở phía đông; vì vậy, điều này sẽ cung cấp cảnh báo đầy đủ về tàu thuyền đang đến gần và đóng vai trò là mốc cho các tàu muốn ghé vào cảng.
Quân đội Anh đã thừa nhận rằng di tích khảo cổ là một phần của văn hóa và di sản Síp, nhưng việc chăm sóc và quản lý chúng là trách nhiệm của Khu căn cứ có chủ quyền.